# Společenství buddhismu v České republice
Společenství buddhismu v České republice je náboženská společnost v České republice, sdružující především praktikující (věřící) vietnamské národnosti.

## Ustavení společenství
V lednu 2016 podal Ministerstvu kultury návrh na registraci „církve a náboženské společnosti“ podle zákona 3/2002 Sb. přípravný výbor Společenství buddhismu v České republice. Proces registrace byl poprvé přerušen z důvodu nedostatečného počtu podpisů na zakládajících listinách. Podruhé byl problém v tom, že právník zastupující Společenství předal svou práci kolegovi, a ten s Ministerstvem kultury nekomunikoval. Návrh byl potřetí podán na konci října 2019. Společnost byla následně registrována 25. června 2020.

## Víra a charakteristika
Společenství zahrnuje hlavně mahajánový směr buddhismu. České zdroje ne vždy rozlišují různé náboženské organizace, které v České republice působí, což je vedle Společenství buddhismu i Centrum vietnamského buddhismu a Vietnamský budhistický spolek. Média zmiňují při jednotlivých buddhistických svátcích a připomínaných akcích nejednotnost a nejasnost v pojmenování zastřešujících či pořádajících organizací. Provozuje údajně 13 chrámů po celém území České republiky, jiné prameny uvádějí až 17.